# Rabid Death's Curse
Rabid Death's Curse è il primo album della band black metal Watain. Fu pubblicato nel 2000 sotto l'etichetta discografica Drakkar Productions.

## Tracce
1. The Limb Crucifix – 4:21
2. Rabid Death's Curse – 5:21
3. On Horns Impaled – 2:35
4. Life Dethroned – 5:45
5. Walls of Life Ruptured – 4:21
6. Agony Fires – 5:22
7. Angelrape – 3:40
8. Mortem Sibi Consciscere – 7:02

## Formazione
- Håkan Jonsson - batteria
- Pelle Forsberg - chitarra
- Erik Danielsson - voce, basso
- C. Blom - chitarra